# Crocidura hutanis
Crocidura hutanis är en däggdjursart som beskrevs av Ruedi och Vogel 1995. Crocidura hutanis ingår i släktet Crocidura och familjen näbbmöss. IUCN kategoriserar arten globalt som livskraftig. Inga underarter finns listade i Catalogue of Life.
Denna näbbmus förekommer på nordvästra Sumatra. Den vistas i kulliga områden mellan 300 och 600 meter över havet. Habitatet utgörs av regnskogar och arten kan i viss mån anpassa sig till människans landskapsförändringar.